# Caseolus commixtus
Caseolus commixtus é uma espécie de gastrópode  da família Hygromiidae.
É endémica da Madeira.